# Patricia Moyes
Pour les articles homonymes, voir Moyes.
Œuvres principales
- La Mort en six lettres (1983)

Patricia Moyes, née Patricia Packenham-Walsh le 19 janvier 1923 à Bray, en Irlande, et morte le 2 août 2000 à Virgin Gorda, dans les Îles Vierges britanniques, est une femme de lettres britannique, spécialisée dans le roman policier.

## Biographie
À peine née, elle est envoyée en Angleterre par ses parents néerlandais et protestants. Elle fait ses études secondaires dans un établissement scolaire de Northampton et devait entrer à Oxford, mais elle s'engage dans la Royal Air Force en 1940. Elle devient opérateur radar, puis officier en 1942. Pendant les derniers mois de la Seconde Guerre mondiale, elle rédige un script pour un documentaire sur les radars. Mais, à la fin de la guerre, le producteur Arthur Rank considère le sujet suffisamment intéressant et bien abordé pour en faire un film de fiction. La jeune auteur rencontre Peter Ustinov qui réalise en 1946 School for Secrets. De 1945 à 1953, Patricia Moyes est secrétaire et assistante de Ustinov et participe, sans être créditée, à de nombreux projets cinématographiques. Elle épouse le photographe John Moyes en 1951, dont elle divorce en 1959 pour se remarier, en 1962, avec James Haszard, un avocat de la Cour internationale de justice de La Haye.
De 1953 à 1958, elle travaille comme rédactrice en chef adjointe du magazine Vogue et s'intéresse au théâtre. En 1954, elle traduit et adapte Léocadia de Jean Anouilh sous le titre Time Remembered. Montée à Londres, et mettant en vedette Richard Burton et Helen Hayes, la pièce est un succès repris ensuite sur Broadway où elle atteint 248 représentations du 12 novembre 1957 au 28 juin 1958. Cette traduction lui vaut d'être nommée pour un Tony Award en 1958. L'année précédente, victime d'un accident de ski dans les Dolomites italiennes, elle est contrainte à une immobilité forcée et décide, pour tromper son ennui, d'écrire un roman policier. Publié en 1959, Dead Men Don't Ski, où apparaît ses héros récurrents, l'inspecteur de Scotland Yard Henry Tibbett et sa femme Emily, lance sa carrière d'auteur de roman d'énigme. Traduites en plusieurs langues, les enquêtes des Tibbett donnent lieu à dix-neuf romans, dont La Mort en six lettres (1983), et un recueil de vingt et une nouvelles.
Patricia Moyes réside successivement en Suisse de 1958 à 1962, aux Pays-Bas de 1962-1972 et à Washington de 1972 à 1977.
Elle fait paraître un roman pour enfants, L'Homme à la chemise rouge, en 1960, et la même année, signe le scénario de L'Académie des coquins (School for Scoundrels or How to Win Without Actually Cheating!), réalisé par Robert Hamer. Ce film connaîtra un remake moins réussi, tourné par Todd Phillips en 2006, sous le titre L'École des dragueurs (School for Scoundrels). Deux de ses nouvelles, qui ne font pas partie du cycle des Tibbett, ont été adaptées en 1983 pour la série Bizarre, bizarre (Tales of the Unsuspected) : A Sad Loss, saison 6, épisode 3 ; et Hit and Run, saison 6, épisode 12. Elle a aussi publié des ouvrages sur les chats.
Elle meurt en août 2000.

## Œuvre

### Romans

#### SérieHenry et Emily Tibbett
- Dead Men Don't Ski (1959)
- The Sunken Sailor ou Down Among the Dead Men (1961)
- Death on the Agenda (1962)
- Murder a la Mode (1963) Publié en français sous le titre Thé, cyanure et sympathie, Paris, Librairie des Champs-Élysées, coll. « Le Masque » no 1914, 1988
- Falling Star (1964) Publié en français sous le titre La Dernière Marche, Paris, Librairie des Champs-Élysées, coll. « Le Masque » no 1824, 1986
- Johnny Under Ground (1965) Publié en français sous le titre Vol sans retour, Paris, Éditions Mondiales, coll. « Nous Deux » no 397, 1979
- Murder Fantastical (1967)
- Death and the Dutch Uncle (1968)
- Who Saw Her Die? ou Many Deadly Returns (1970) Publié en français sous le titre Le Dernier Témoin, Paris, Éditions Mondiales, coll. « Nous Deux » no 361, 1976
- Season of Snows and Sins (1971)
- The Curious Affair of the Third Dog (1973)
- Black Widower (1975)
- To Kill a Coconut ou The Coconut Killings (1977) Publié en français sous le titre Comme une noix de coco, Paris, Librairie des Champs-Élysées, coll. « Le Masque » no 1565, 1979
- Who Is Simon Warwick? (1978) Publié en français sous le titre Qui a peur de Simon Warwick ?, Paris, Librairie des Champs-Élysées, coll. « Le Masque » no 1856, 1986
- Angel Death (1980)
- A Six-Letter Word for Death (1983) Publié en français sous le titre La Mort en six lettres, Paris, Librairie des Champs-Élysées, coll. « Le Masque » no 1865, 1986
- Night Ferry to Death (1985)
- Black Girl, White Girl (1989)
- Twice in a Blue Moon (1993)
- Who Killed Father Christmas ? and Other Unseasonable Demises (1996), recueil de nouvelles

#### Roman delittérature d'enfance et de jeunesse
- Helter-Skelter (1968) Publié en français sous le titre L'Homme à la chemise rouge, Paris, Librairie des Champs-Élysées, coll. « Le Masque » no 1543, 1978

### Nouvelles
- The Representative (1961)
- The Revenge (1961)
- The Judgement of Salomon (1961)
- A Question of Timing (1961)
- A Dream of a Girl (1961)
- Fairy God-Daughter (1961)
- The Treasure (1961)
- Beyond the Reeds (1982)
- A Whispering in the Reeds (1982)
- A Matter of Succession (1982)
- Hit and Run (1982)
- The Honest Blackmail (1982)
- The Small Train Robbery (1982)
- A Lonely Profession (1983)
- Crossed Keys (1996)
- Innocents Abroad (1998)

### Théâtre
- Time Remembered (1955), traduction et adaptation de la pièce Léocadia (1940) de Jean Anouilh, musique de Francis Poulenc.

### Scénario
- 1960 : L'Académie des coquins (School for Scoundrels), de Robert Hamer, en collaboration avec Hal E. Chester (en).
- 2006 : L'École des dragueurs (School for Scoundrels), de Todd Phillips, remake du film précédent.

### Autres publications
- After All, They're Only Cats (1973)
- How to Talk to Your Cat (1978)

## Sources
- Jacques Baudou et Jean-Jacques Schleret, Le Vrai Visage du Masque, vol. 1, Paris, Futuropolis, 1984, 476 p. (OCLC 311506692), p. 313-314.
- Claude Mesplède (dir.), Dictionnaire des littératures policières, vol. 2 : J - Z, Nantes, Joseph K, coll. « Temps noir », 2007, 1086 p. (ISBN 978-2-910-68645-1, OCLC 315873361), p. 397-398.